# 클로브히치 킬러
《클로브히치 킬러》(영어: The Clovehitch Killer)는 미국에서 제작한 덩컨 스카일스 감독의 2018년 성장 스릴러 공포 영화이다. 덩컨 스카일스의 첫 장편 공포 영화 연출작이다. 찰리 플러머, 딜런 맥더멋 등이 출연했다.

## 줄거리
늘 다정한 아버지가 실은 연쇄 성폭행 살인을 저지른 사이코패스일지도 모른다.
타일러는 10년 전 미제 연쇄 살인 사건이 일어났던 마을에 살고 있다. 우연히 아버지 돈의 차 안에서 이상한 사진을 발견한 타일러는 돈을 미제 사건 범인으로 의심하게 된다. 타일러는 이를 짝사랑 대상인 캐시와 공유하고, 함께 증거물을 뒤진 끝에 돈의 범죄 현장을 목격한다.

## 출연
- 찰리 플러머 - 타일러 번사이드 역
- 딜런 맥더멋 - 돈 번사이드 역
- 서맨사 매시스 - 신디 번사이드 역
- 매디슨 비티 - 캐시 역